# Amarante (Portugalia)
Amarante – miejscowość w Portugalii, leżąca w dystrykcie Porto, w regionie Północ w podregionie Tâmega, położona nad rzeką Tâmega. Miejscowość jest siedzibą gminy o tej samej nazwie. W miasteczku znajduje się XVI-wieczny klasztor São Gonçalo, ruiny dworu Solar dos Magalhães (został splądrowany w 1809) oraz barokowy most z 1790 nad rzeką Tâmega. Pochodzenie Amarante pochodzi od prymitywnych ludów, które polowały i gromadziły się w Serra da Aboboreira, kiedyś w epoce kamienia łupanego, i rozszerzyły się w epoce brązu, a później na romanizację Półwyspu Iberyjskiego.

## Demografia
| Liczba ludności gminy Amarante (1801–2011) | Liczba ludności gminy Amarante (1801–2011) | Liczba ludności gminy Amarante (1801–2011) | Liczba ludności gminy Amarante (1801–2011) | Liczba ludności gminy Amarante (1801–2011) | Liczba ludności gminy Amarante (1801–2011) | Liczba ludności gminy Amarante (1801–2011) | Liczba ludności gminy Amarante (1801–2011) | Liczba ludności gminy Amarante (1801–2011) | Liczba ludności gminy Amarante (1801–2011) |
| ------------------------------------------ | ------------------------------------------ | ------------------------------------------ | ------------------------------------------ | ------------------------------------------ | ------------------------------------------ | ------------------------------------------ | ------------------------------------------ | ------------------------------------------ | ------------------------------------------ |
| 1801                                       | 1849                                       | 1900                                       | 1930                                       | 1960                                       | 1981                                       | 1991                                       | 2001                                       | 2004                                       | 2011                                       |
| 1 416                                      | 15 918                                     | 32 931                                     | 37 796                                     | 47 823                                     | 54 159                                     | 56 092                                     | 59 638                                     | 61 029                                     | 56 217                                     |

## Sołectwa
Sołectwa gminy Amarante (ludność wg stanu na 2011 r.)
- Aboadela – 783 osoby
- Aboim – 596 osób
- Ansiães – 623 osoby
- Ataíde – 1002 osoby
- Bustelo – 521 osób
- Canadelo – 121 osób
- Candemil – 771 osób
- Carneiro – 311 osób
- Carvalho de Rei – 187 osób
- Cepelos – 1758 osób
- Chapa – 301 osób
- Fregim – 2789 osób
- Freixo de Baixo – 1434 osoby
- Freixo de Cima – 2203 osoby
- Fridão – 863 osoby
- Gatão – 1586 osób
- Gondar – 1686 osób
- Jazente – 542 osoby
- Lomba – 793 osoby
- Louredo – 638 osób
- Lufrei – 1777 osób
- Madalena – 1956 osób
- Mancelos – 3114 osób
- Oliveira – 862 osoby
- Olo – 371 osób
- Padronelo – 884 osoby
- Real – 3142 osoby
- Rebordelo – 365 osób
- Salvador do Monte – 1066 osób
- Sanche – 509 osób
- Santa Cristina de Figueiró – 1370 osób
- Santiago de Figueiró – 2458 osób
- São Gonçalo – 6540 osób
- São Simão de Gouveia – 633 osoby
- Telões – 4232 osby
- Travanca – 2278 osób
- Várzea – 383 osoby
- Vila Caiz – 3026 osób
- Vila Chã do Marão – 940 osób
- Vila Garcia – 803 osoby

## Współpraca
- Wiesloch, Niemcy
- Châteauneuf-sur-Loire, Francja
- Achères, Francja